# 한국한의학교육평가원
한국한의학교육평가원(韓國韓醫學敎育評價院, Institute of Korean Medicine Education & Evaluation; 한평원 또는 IKMEE)은 국민 의료복지의 증진과 국민 보건 향상에 이바지하기 위한 의료서비스의 질적 향상을 위하여 전문의료인력의 육성, 배출 및 관리 등 한의학교육과 관련한 연구, 개발 및 평가와 인증을 수행하기 위하여 설립된 재단법인이다. 서울특별시 강서구 허준로 91 ( 가양동 26-27 ) 대한한의사협회 304호에 있다.

## 설립 근거
- 고등교육법[5]

## 연혁
- 2004년 10월 7일 재단법인 한국한의학평가원 창립총회[6]
- 2005년 6월 23일 재단법인 한국한의학평가원 법인설립 허가 (보건복지부)[7][8]

## 주요 업무
- 한의학교육 평가인증 및 한의학교육 연구를 통한 한의학교육 평가인증제도의 질 향상
- 대한민국 한의학대학 및 한의학대학원 평가인증 기획·실행 및 평가 수행
- 한의학교육 및 평가와 관련한 유관기관과의 협의
- 한의학교육 및 평가인증제도의 질을 개선하고 향상시킬 수 있는 연구 수행
- 평가자의 전문성 제고를 위한 교육프로그램 개발

## 조직

### 한국한의학평가원장
- 자문위원회
- 운영위원회
- 평가인증단
  - 본평가위원회
  - 모니터링평가위원회

## 피평가 대상
- 가천대학교 한의과대학
- 경희대학교 한의과대학
- 상지대학교 한의과대학
- 세명대학교 한의과대학
- 대전대학교 한의과대학
- 우석대학교 한의과대학
- 원광대학교 한의과대학
- 동신대학교 한의과대학
- 대구한의대학교 한의과대학
- 동국대학교 한의과대학
- 동의대학교 한의과대학
- 부산대학교 한의학전문대학원

## 같이 보기
- 대한한의사협회
- 대한한방병원협회
- 대한개원한의사협의회
- 한국한의학연구원
- 한약진흥재단
- 한의신문
- 한국한의과대학학장협의회